# Crocus cyprius
Crocus cyprius là một loài thực vật có hoa trong họ Diên vĩ. Loài này được Boiss. & Kotschy miêu tả khoa học đầu tiên năm 1865.